# Steve Jocz
Steve Jocz (Ajax, 23 juli 1981), ook bekend als Stevo32 (of kortweg Stevo), is een Canadees-Australische drummer en YouTuber, bekend als de voormalige drummer van de Canadese rockband Sum 41.

## Biografie
Jocz kwam in 1996 bij Sum 41. Jocz studeerde in 1999 af aan de Exeter High School. 

### Sum 41
In 1999 tekende de band een internationaal platencontract bij Island Records . De band bracht in 2000 hun debuut-EP Half Hour of Power uit. Hun eerste album, All Killer No Filler, werd uitgebracht in 2001. De band behaalde mainstream succes met hun eerste single van het album, "Fat Lip", die nummer één bereikte. All Killer No Filler werd platina gecertificeerd in de Verenigde Staten, Canada en Groot-Brittannië.  De band bracht met Jocz nog vier studioalbums uit: Does This Look Infected? (2002), Chuck (2004), Underclass Hero (2007) en Screaming Bloody Murder (2011), waarvan de eerste drie in Canada platina zijn geworden. Hij was leadzanger voor de Sum 41 alter-ego heavy metal band Pain For Pleasure, waar de leden van Sum 41 een metalband uit de jaren 80 zouden nadoen.
Jocz trad meer dan 300 keer per jaar op met Sum 41, waarbij hij lange wereldwijde concerttournees hield die elk meer dan een jaar duurden. Op 18 april 2013 maakte Jocz op Facebook en Twitter bekend dat hij Sum 41 had verlaten zonder enige uitleg. 
Op 8 mei 2023 werd aangekondigd dat Sum 41 zal ontbinden. Op 10 mei 2023 plaatste Jocz op Instagram een video waarin hij drumt bij hun nummer "Still Waiting" als eerbetoon aan de band. 
Op 10 oktober 2023 werd Jocz voor het eerst geïnterviewd sinds zijn vertrek uit Sum 41 in 2013. Tijdens het interview onthulde hij  over zijn vertrek uit de band en zei: "Ik heb een baby gekregen thuis had ik een gezin thuis, ik had een nieuw klein mensje en ik denk dat ik voor mij persoonlijk opgebrand was door al het toeren en feesten tot het punt dat ik niet meer gelukkig was". 

### Andere projecten
In 2007 nam Jocz de drums op voor twee nummers op het album van Avril Lavigne, The Best Damn Thing. In 2006 begon Jocz te drummen voor de zijproject van Jason McCaslin en Todd Morse van H2O en nam twee albums en drie singles met de band op en toerde met de band.
In de zomer van 2008 toerde Jocz met The Vandals tijdens de Vans Warped Tour. 
Jocz hielp The Vandals opnieuw op drums voor een aantal Europese shows in de zomer van 2018. Hij toerde opnieuw met The Vandals voor aantal optredens in Japan in maart 2024. 
In mei 2024 richtte Jocz zijn eigen YouTubekanaal op genaamd Stevo32drums.